# 溫莎 (北卡羅萊納州)
溫莎（英語：Windsor）是一個位於美國北卡羅萊納州伯蒂縣的城鎮。同時該地也是伯蒂縣的縣治。

## 人口
根據2020年美國人口普查的數據，溫莎的面積為7.29平方千米，皆為陸地。當地共有人口3582人，而人口密度為每平方千米491人。